# (481) Emita
(481) Emita es un asteroide perteneciente al cinturón de asteroides descubierto el 12 de febrero de 1902 por Luigi Carnera desde el observatorio de Heidelberg-Königstuhl, Alemania.
Se desconoce la razón del nombre.